# کمبود آهن
کمبود آهن (به انگلیسی: hypoferremia) شایع‌ترین گونهٔ سوءتغذیه در جهان است. آهن در همهٔ یاخته‌های بدن انسان وجود دارد و چندین کارکرد حیاتی در بدن دارد که از آن جمله می‌توان به موارد زیر اشاره کرد:
- بردن اکسیژن به عنوان جزء اصلی پروتئین هموگلوبین، از شش‌ها به بافت‌های بدن[۵]
- ساده‌سازی واکنش‌های آنزیم اکسیژن در بافت‌های مختلف[۶]
- کارکرد به عنوان ابزاری برای جابجایی الکترون‌ها در میان یاخته‌ها در قالب سیتوکروم

در صورتی که آهن بدن کافی نباشد به فرایندهای یادشده آسیب وارد می‌شود و منجر به بیماری و مرگ فرد می‌گردد. کل آهن موجود در بدن یک مرد ۳٫۸ گرم و در بدن یک زن ۲٫۳ گرم است.

## نشانه‌ها
نشانه‌های کمبود آهن می‌توانند قبل از اینکه بدن به وضعیت کم‌خونی فقر آهن برسد، پدیدار شود. نشانه‌های کمبود آهن تنها برای کمبود این مادهٔ معدنی نیست و در موارد دیگر نیز ممکن است دیده شود:
- خستگی
- گیجی[۱۱]
- ریزش مو
- هرزه‌خواری
- نازک شدن موها
- ناخن‌های ترد و شکننده یا ناخن‌های شیاردار
- ضعف در ماهیچه‌ها
- تحریک پذیری و کج‌خلقی
- گرفتگی ماهیچه
- تغییر رنگ پوست
- اختلال در دستگاه ایمنی[۱۲]
- سندروم پای بی‌قرار[۱۳]

پیشرفت کمبود آهن می‌تواند منجر به کم‌خونی شود و پس از آن به خستگی مداوم فرد.

#### علت کمبود آهن
علت این بیماری می‌تواند به اختلال در جذب آهن، از دست رفتن آهن بدن یا عدم مصرف منابع آهن ایجاد می‌شود. عوامل زیر می‌تواند کمبود آهن در بدن شوند
- خونریزی
- التهاب طحال
- سپتیسمی
- بیماری G6PD
- آنمی همولیتیک
- اسهال مزمن
- مصرف آنتی اسیدها

عوامل بالا مهم‌ترین علت کمبود آهن به‌شمار می‌رود.